# 上海市民办华育中学
上海市民办华育中学，简称“华育中学”或“华育”，是上海市的一所民办全日制初级中学，由上海华泾实业发展有限公司和上海中学联合创办于1999年6月。华育中学是上海中学最早建立的初中教育基地。

## 历史
华育中学由上海华泾实业发展有限公司投资、上海中学输送管理人员与教师，联合创办于1999年6月。学校创办时没有校舍，借用了上海市汾阳中学的教学楼，直到2000年秋才搬入罗秀路99号的校舍。
2007年3月，学校通过上海市民办中小学依法办学专项评估，获得“优秀”评价。
2010年8月12日，华育中学迁入位于龙吟路99号的新校舍。新校舍占地面积42亩，建筑面积3.3万平方米。
2012年9月1日起，华育中学开始托管上海市紫阳中学。華育中學也成為上海首家託管公辦學校的民辦學校。

## 办学
建校初期，华育中学曾创下以初二学生组团参加上海市初三数学竞赛就获得团体第二名；之后，学校连年夺得全国华罗庚金杯赛及上海市初三数学竞赛金、银牌。

## 校园
华育中学现校舍的主楼分三区：A区教学楼（多为教室）、B区实验楼（多为各科实验室和活动室）、C区行政楼（多为行政办公室）；另有多功能楼、体育馆和学生宿舍。
另外，华育中学在旧校址和新校址中都圈养有孔雀。